# تفتيش ليلي
تفتيش ليلي (بالفرنسية: La Ronde de nuit) هي الرواية الثانية للكاتب الفرنسي باتريك موديانو الحائز على جائزة نوبل في الأدب عام 2014 و على الجائزة الكبرى للأكاديمية الفرنسية للرواية سنة 1972، نُشرت سنة 1969 عن دار غاليمار. تناولت موضوعات معقدة مثل الخيانة والهوية والانتماء في ظل الاحتلال الألماني لفرنسا خلال الحرب العالمية الثانية.ترجمها للعربية محمود قاسم ونشرت سنة 2015 عن دار طوى للثقافة والنشر والاعلام.

## نبذة
تدور أحداث الرواية في باريس زمن الاحتلال النازي، حيث يتورّط الراوي، وهو شاب بلا اسم ولا ماضٍ واضح، في العمل ضمن "الدائرة العامة"، وهي وحدة تعمل لصالح السلطات الألمانية في قمع المقاومة الفرنسية. وبينما يؤدي دور الجلّاد، يلمّح النص إلى ارتباطه بالمقاومة أيضًا، مما يجعل من شخصيته تجسيدًا للارتباك الأخلاقي والازدواجية.

## تحليل ونقد
اعتُبرت *تفتيش ليلي* من أكثر أعمال موديانو ظلمة وتعقيدًا، إذ لا يمنح القارئ أي يقين حول دوافع الشخصيات أو حقيقة مواقفها. وقد وُصفت الرواية بأنها "كابوس أخلاقي"، حيث تتآكل الحدود بين الخيانة والمقاومة، وبين الجاني والضحية.

## الشخصيات
تدور الرواية حول شخصية الراوي الغامض، الذي يظل بلا اسم، ويتقمّص أدوارًا متناقضة في سياق الاحتلال الألماني. إنه عميل مزدوج يعمل ضمن "الدائرة العامة"، بينما يدّعي في مواضع أخرى صلات مع المقاومة، ما يجعله تجسيدًا لانقسام الهوية وازدواجية الموقف الأخلاقي.يقدّم موديانو شخصيات تحيط بالراوي تُعمّق هذا التوتر: مثل "أونوري"، أحد قادة الشرطة السرّية، الذي يتعامل مع الراوي بتوجس، و"مادلين"، المرأة الغامضة التي تمثل القلق العاطفي والارتباك الوجودي.تسود الشخصيات الأخرى سمات التخفي والمراوغة: أسماء مستعارة، ماضٍ غامض، وانتماءات مشكوك فيها. جميعهم يتنقلون بين الظل والضوء، الخيانة والمقاومة، في زمن فقدت فيه الحقيقة شكلها.